# Episodi di Richard Boone
La prima e unica stagione della serie televisiva Richard Boone (The Richard Boone Show) è andata in onda negli Stati Uniti dal 24 settembre 1963 al 31 marzo 1964 sulla NBC.
| nº | Titolo originale                         | Prima TV USA      | Titolo italiano | Prima TV Italia |
| -- | ---------------------------------------- | ----------------- | --------------- | --------------- |
| 1  | Statement of Fact                        | 24 settembre 1963 |                 |                 |
| 2  | All the Comforts of Home                 | 1º ottobre 1963   |                 |                 |
| 3  | Wall to Wall War                         | 8 ottobre 1963    |                 |                 |
| 4  | Where Do You Hide an Egg?                | 15 ottobre 1963   |                 |                 |
| 5  | The Stranger                             | 22 ottobre 1963   |                 |                 |
| 6  | Sorofino's Treasure                      | 29 ottobre 1963   |                 |                 |
| 7  | Vote NO on 11!                           | 5 novembre 1963   |                 |                 |
| 8  | The Fling                                | 12 novembre 1963  |                 |                 |
| 9  | Captain Al Sanchez                       | 26 novembre 1963  |                 |                 |
| 10 | Don't Call Me Dirty Names                | 3 dicembre 1963   |                 |                 |
| 11 | Big Mitch                                | 10 dicembre 1963  |                 |                 |
| 12 | Which Are the Nuts? Which Are the Bolts? | 17 dicembre 1963  |                 |                 |
| 13 | Where's the Million Dollars?             | 31 dicembre 1963  |                 |                 |
| 14 | The Mafia Man                            | 7 gennaio 1964    |                 |                 |
| 15 | The Hooligan                             | 14 gennaio 1964   |                 |                 |
| 16 | Welcome Home, Dan                        | 21 gennaio 1964   |                 |                 |
| 17 | First Sermon                             | 28 gennaio 1964   |                 |                 |
| 18 | Death Before Dishonor                    | 11 febbraio 1964  |                 |                 |
| 19 | A Tough Man to Kill                      | 18 febbraio 1964  |                 |                 |
| 20 | Occupational Hazard                      | 25 febbraio 1964  |                 |                 |
| 21 | Run, Pony, Run                           | 3 marzo 1964      |                 |                 |
| 22 | The Arena: Part 1                        | 10 marzo 1964     |                 |                 |
| 23 | The Arena: Part 2                        | 17 marzo 1964     |                 |                 |
| 24 | All the Blood of Yesterday               | 24 marzo 1964     |                 |                 |
| 25 | A Need of Valor                          | 31 marzo 1964     |                 |                 |

## Statement of Fact
- Prima televisiva: 24 settembre 1963

### Trama
- Guest star:

## All the Comforts of Home
- Prima televisiva: 1º ottobre 1963

### Trama
- Guest star: Morgan Brittany (Sally)

## Wall to Wall War
- Prima televisiva: 8 ottobre 1963

### Trama
- Guest star:

## Where Do You Hide an Egg?
- Prima televisiva: 15 ottobre 1963

### Trama
- Guest star:

## The Stranger
- Prima televisiva: 22 ottobre 1963

### Trama
- Guest star:

## Sorofino's Treasure
- Prima televisiva: 29 ottobre 1963

### Trama
- Guest star: Ken Renard, Guy Stockwell, Kam Tong

## Vote NO on 11!
- Prima televisiva: 5 novembre 1963

### Trama
- Guest star:

## The Fling
- Prima televisiva: 12 novembre 1963

### Trama
- Guest star:

## Captain Al Sanchez
- Prima televisiva: 26 novembre 1963

### Trama
- Guest star:

## Don't Call Me Dirty Names
- Prima televisiva: 3 dicembre 1963

### Trama
- Guest star:

## Big Mitch
- Prima televisiva: 10 dicembre 1963

### Trama
- Guest star: Lillian Bronson, Richard Bull, James T. Callahan

## Which Are the Nuts? Which Are the Bolts?
- Prima televisiva: 17 dicembre 1963

### Trama
- Guest star:

## Where's the Million Dollars?
- Prima televisiva: 31 dicembre 1963

### Trama
- Guest star:

## The Mafia Man
- Prima televisiva: 7 gennaio 1964

### Trama
- Guest star: David Mauro, Maurice Marsac, Richard Angarola, Marie Devereux, Laura Devon, James Griffith, Felix Locher, Guy Stockwell

## The Hooligan
- Prima televisiva: 14 gennaio 1964

### Trama
- Guest star:

## Welcome Home, Dan
- Prima televisiva: 21 gennaio 1964

### Trama
- Guest star:

## First Sermon
- Prima televisiva: 28 gennaio 1964

### Trama
- Guest star:

## Death Before Dishonor
- Prima televisiva: 11 febbraio 1964

### Trama
- Guest star:

## A Tough Man to Kill
- Prima televisiva: 18 febbraio 1964

### Trama
- Guest star:

## Occupational Hazard
- Prima televisiva: 25 febbraio 1964

### Trama
- Guest star:

## Run, Pony, Run
- Prima televisiva: 3 marzo 1964

### Trama
- Guest star: Hal Needham, Robert Stevenson, John Wesley (Bromley)

## The Arena: Part 1
- Prima televisiva: 10 marzo 1964

### Trama
- Guest star: Michael Constantine (Barney Chapman), Alan Dexter (George Knowland), Mary Gregory (segretaria)

## The Arena: Part 2
- Prima televisiva: 17 marzo 1964

### Trama
- Guest star: Michael Constantine (Barney Chapman), Alan Dexter (George Knowland), Mary Gregory (segretario/a)

## All the Blood of Yesterday
- Prima televisiva: 24 marzo 1964

### Trama
- Guest star:

## A Need of Valor
- Prima televisiva: 31 marzo 1964

### Trama
- Guest star: David Mauro, Felix Locher, Stuart East, Woodrow Parfrey (colonnello Pok), Michael Witney (sergente Peter Campbell)